# Coupe de Tunisie masculine de handball 2013-2014
 (mai 2021).
Si vous disposez d'ouvrages ou d'articles de référence ou si vous connaissez des sites web de qualité traitant du thème abordé ici, merci de compléter l'article en donnant les références utiles à sa vérifiabilité et en les liant à la section « Notes et références ».
Navigation
Coupe de Tunisie 2012-2013 Coupe de Tunisie 2014-2015
La coupe de Tunisie 2013-2014 est la 58e édition de la coupe de Tunisie masculine de handball, compétition à élimination directe mettant aux prises des clubs de handball amateurs et professionnels affiliés à la Fédération tunisienne de handball.
Le tenant du titre est l'Espérance sportive de Tunis, vainqueur la saison précédente de l'Étoile sportive du Sahel.

## Huitièmes de finale
| Date          | Équipe à domicile               | Équipe à l'extérieur                         | Score        |
| ------------- | ------------------------------- | -------------------------------------------- | ------------ |
| 1er mars 2014 | Sporting Club de Ben Arous      | El Makarem de Mahdia                         | 31-34 (a.p.) |
| 1er mars 2014 | Étoile sportive du Sahel        | Association sportive de handball de l'Ariana | Forfait      |
| 1er mars 2014 | Union sportive de Gremda        | El Baath sportif de Béni Khiar               | Forfait      |
| 1er mars 2014 | Club athlétique bizertin        | Croissant sportif de M'saken                 | 32-30        |
| 1er mars 2014 | Jeunesse sportive de Chihia     | Espérance sportive de Tunis                  | 19-38        |
| 1er mars 2014 | Jeunesse sportive kairouanaise  | Aigle sportif de Téboulba                    | Match arrêté |
| 1er mars 2014 | Sporting Club de Moknine        | Club africain                                | 26-31        |
| 1er mars 2014 | Association sportive d'Hammamet | Club sportif de Sakiet Ezzit                 | 36-20        |

## Quarts de finale
| Date          | Équipe à domicile               | Équipe à l'extérieur        | Score        |
| ------------- | ------------------------------- | --------------------------- | ------------ |
| 19 avril 2014 | Étoile sportive du Sahel        | Club africain               | 31-24        |
| 19 avril 2014 | Association sportive d'Hammamet | Espérance sportive de Tunis | 21-30        |
| 19 avril 2014 | Union sportive de Gremda        | Club athlétique bizertin    | 22-24        |
| 19 avril 2014 | El Makarem de Mahdia            | Aigle sportif de Téboulba   | 28-26 (a.p.) |

## Demi-finale
| Date         | Équipe à domicile        | Équipe à l'extérieur        | Score |
| ------------ | ------------------------ | --------------------------- | ----- |
| 10 juin 2014 | Club athlétique bizertin | Espérance sportive de Tunis | 22-38 |
| 10 juin 2014 | Étoile sportive du Sahel | El Makarem de Mahdia        | 25-24 |

## Finale
| Date         | Équipe à domicile        | Équipe à l'extérieur        | Score |
| ------------ | ------------------------ | --------------------------- | ----- |
| 18 juin 2014 | Étoile sportive du Sahel | Espérance sportive de Tunis | 33-30 |